# Shinee World (álbum)
The 1st Concert Album "Shinee World" (promovido como SHINee The 1st Concert Album "SHINee World") é o primeiro álbum ao vivo do boygroup sul-coreano Shinee, sob o rótulo da SM Entertainment e EMI Music Japan. Foi gravado durante sua primeira turnê, Shinee World, foi gravado no Olympic Gymnastics Arena.

## História
Em 28 de janeiro de 2012, foi anunciado que SHINee iria lançar seu primeiro álbum ao vivo e seria lançado no dia 1 de fevereiro. O álbum é composto por gravações ao vivo de duas datas dos concertos do SHINee em Seul, que foi realizado em Olympic Gymnastics Arena nos dias 1 e 2 de janeiro.
O álbum é constituído por dois discos com um total de 34 faixas. Os discos inclui as versões ao vivo de "Juliette", "Ring Ding Dong" e "Lucifer", bem como as performances individuais de cada um dos membros. Seus hits "Replay", "Love Like Oxygen" e "Hello" também estão na lista de faixas.

## Lista de faixas

### CD 1
| N.º | Título                                                              | Duração |  |
| 1.  | "Into The SHINee World (abertura)"                                  | 3:58    |  |
| 2.  | "The SHINee World"                                                  | 4:36    |  |
| 3.  | "Senorita"                                                          | 3:50    |  |
| 4.  | "Get Down"                                                          | 3:12    |  |
| 5.  | "A.MI.GO"                                                           | 3:52    |  |
| 6.  | "Juliette"                                                          | 3:34    |  |
| 7.  | "Hello"                                                             | 3:07    |  |
| 8.  | "Your Name"                                                         | 4:26    |  |
| 9.  | "Stand By Me"                                                       | 4:05    |  |
| 10. | "Love Still Goes On"                                                | 3:00    |  |
| 11. | "Girls (Jonghyun) (cover de Wheesung)"                              | 4:09    |  |
| 12. | "OMG (Minho feat Simon D) (cover de Usher)"                         | 3:34    |  |
| 13. | "Romeo + Juliette (Taemin)"                                         | 5:43    |  |
| 14. | "My First Kiss (Key feat Krystal Jung) (cover de 3OH!3 feat Ke$ha)" | 4:04    |  |
| 15. | "A-Yo"                                                              | 4:32    |  |
| 16. | "Romantic"                                                          | 5:01    |  |
| 17. | "Obsession"                                                         | 4:11    |  |
| 18. | "Graze"                                                             | 3:42    |  |

### CD 2
| N.º | Título                                                             | Duração |  |
| 1.  | "Replay"                                                           | 3:41    |  |
| 2.  | "Love Like Oxygen"                                                 | 3:12    |  |
| 3.  | "Quasimodo"                                                        | 4:13    |  |
| 4.  | "Life"                                                             | 4:43    |  |
| 5.  | "Nessun Dorma (Onew) ((cover de Giacomo Puccini's opera Turandot)" | 2:46    |  |
| 6.  | "Island Baby"                                                      | 4:08    |  |
| 7.  | "Ring Ding Dong"                                                   | 5:08    |  |
| 8.  | "Up & Down"                                                        | 3:35    |  |
| 9.  | "Ready Or Not"                                                     | 3:07    |  |
| 10. | "Lucifer"                                                          | 5:28    |  |
| 11. | "Jojo"                                                             | 3:39    |  |
| 12. | "Bodyguard"                                                        | 3:13    |  |
| 13. | "One"                                                              | 3:42    |  |
| 14. | "The SHINee World (versão de estúdio)"                             | 4:36    |  |
| 15. | "A.MI.GO (versão de estúdio)"                                      | 3:53    |  |
| 16. | "Lucifer (versão de estúdio)"                                      | 5:29    |  |

## Desempenho nas paradas
| Parada                   | Posição | Total de vendas |
| ------------------------ | ------- | --------------- |
| Gaon Weekly album chart  | 2       | 30,978+         |
| Gaon Monthly album chart | 3       | 30,978+         |